# San Juan de los Laureles
San Juan de los Laureles är en ort i Mexiko.   Den ligger i kommunen Atlixco och delstaten Puebla, i den sydöstra delen av landet, 90 km sydost om huvudstaden Mexico City. San Juan de los Laureles ligger 1 818 meter över havet och antalet invånare är 299.
Terrängen runt San Juan de los Laureles är kuperad norrut, men söderut är den platt. Runt San Juan de los Laureles är det tätbefolkat, med 459 invånare per kvadratkilometer. Närmaste större samhälle är Atlixco, 6,5 km nordost om San Juan de los Laureles. Omgivningarna runt San Juan de los Laureles är en mosaik av jordbruksmark och naturlig växtlighet.